# Neobia badia
Neobia badia är en stekelart som beskrevs av Lubomir Masner och Lars Huggert 1989. Neobia badia ingår i släktet Neobia och familjen gallmyggesteklar. Inga underarter finns listade i Catalogue of Life.